# Faith Leech
Faith Yvonne Leech, później Touhy (ur. 31 marca 1941 w Bendigo, zm. 14 września 2013 tamże) – australijska pływaczka. Dwukrotna medalistka olimpijska z Melbourne.
Zawody w 1956 były jej jedynymi igrzyskami olimpijskimi. Triumfowała w sztafecie kraulowej i zajęła trzecie miejsce na 100 metrów stylem dowolnym. Miała wówczas zaledwie 15 lat. Karierę sportową zakończyła wkrótce po igrzyskach.